# مديرية التواهي

تعديل مصدري - تعديل

مديرية التواهي إحدى مديريات محافظة عدن في اليمن. بلغ عدد سكانها 52,984 نسمة عام 2004.

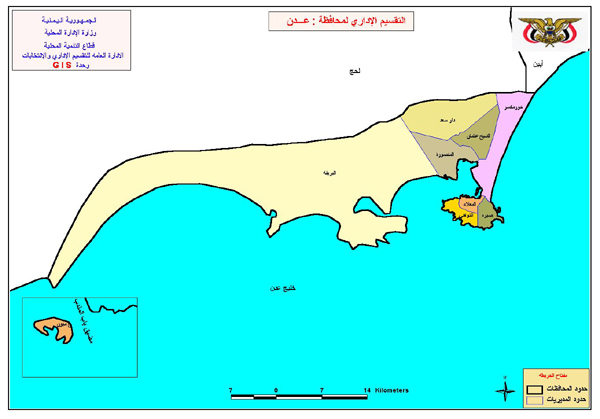
موقع المديرية في محافظة عدن

## التقسيم الإداري
الأحياء التابعة للمديرية:
| حي                      | عدد المساكن | عدد الأسر | الذكور | الأناث | الإجمالي |
| ----------------------- | ----------- | --------- | ------ | ------ | -------- |
| جزيرة فلنيت (الكرنتيا)  | 0           | 0         | 0      | 0      | 0        |
| حي أكتوبر (التواهي)     | 1617        | 1613      | 4925   | 4837   | 9762     |
| حي الروضة (عدن)         | 3493        | 3453      | 10446  | 9926   | 20372    |
| حي النجمة الحمراء (عدن) | 2019        | 1933      | 7003   | 6652   | 13655    |
| حي 22 يونيو (التواهي)   | 544         | 528       | 1458   | 1420   | 2878     |
| حي 22 مايو (التواهي)    | 636         | 592       | 1778   | 1598   | 3376     |
| حي سالم عمر (عدن)       | 441         | 447       | 1216   | 1131   | 2347     |
| الإجمالي                | 8750        | 8566      | 26826  | 25564  | 52390    |

## التسمية
كانت قديماً قرية صغيرة لصيادي السمك، وأشار المؤرخ حمزة لقمان أن كلمة التواهي جاءت من لفظ (تاه) بمعنى ضاع حيث يقال أن أهالي عدن آنذاك كانوا يخشون الذهاب إلى تلك القرية خوفاً من أن يتيهوا في جبالها لأن الطريق لم تكن موجودة في تلك الأيام.
اسم التواهي جاء من كلمة (الضواحي) وعند تحويلها للغة الإنجليزية نطقاها الإنجليز TAWAHI أي بمعنى ضواحي المدينة ولانها كانت واسعة وبها عدد قليل من السكان ولم يكن حينها الميناء قد بنى بالشكل المعروف حاليا حتى مدينة المعلا لم تكن وقتها موجودة لان التكتل السكاني كان محصورا على مدينة عدن القديمة التي اسماها الإنجليز مدينة كريتر لاحقا.

## التواهي بعد الاستعمار

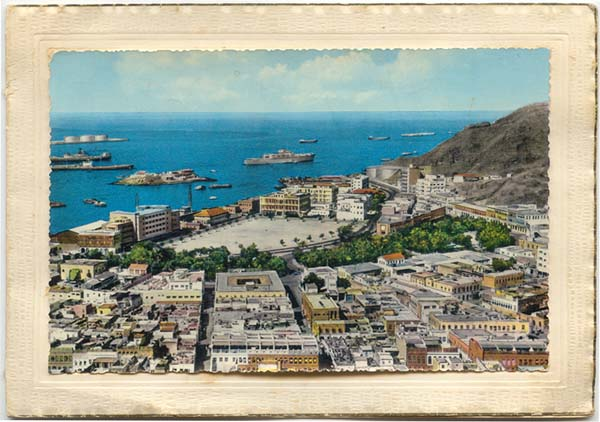
كرت بريدي للتواهي عام 1961

وخلال فترة الاحتلال الإنجليزي سميت Steamer Point بمعنى (نقطة التقاء البواخر) ثم اتخذت اسم الميناء، والخليج الذي يقع عليه واسم بحر التواهي، وفي عقد الثمانينيات من القرن التاسع عشر كان البحر في حالة المد يغمر جزءاً كبيراً منها ويغطي الطريق فيجعل الدخول إليها صعباً.
وبعد الاستعمار البريطاني تحولت أهمية عدن إلى هذه المدينة عندما تم تغيير مقر سكن الكابتن هنس من الخساف إلى رأس طارشين بالتواهي، وصارت المدينة مقراً لمستعمرة عدن وكبار موظفيهم ومساعديهم ومقراً للقنصليات والشركات الأجنبية، وفي أحيائها الراقية انتشرت منشآت الخدمات السياحية والمنتزهات، وفي هذه المدينة توجد منطقة الساحل الذهبي الواقع بين جبل خليج الفيل وجبل هيل، وتحيط بهذا التل من الأسفل آثار تحصينات دفاعية وبقايا المدافن القديمة التي كانت تستخدم لحماية مداخل المدينة من جهة الشاطئ الغربي لها، ويعود تاريخها إلى عام 1538م في أثناء الاحتلال العثماني لعدن.
وقبالة شاطئ التواهي توجد جزيرة الشيخ أحمد الصياد، وهي كتلة صخرية في ميناء التواهي، وأهم معالم المدينة التاريخية عمارة بوابة الميناء وساعة (بج بن) (Little Ben or Hogg Tower) على قمة الجبل المطل على الميناء.

## ميناء التواهي

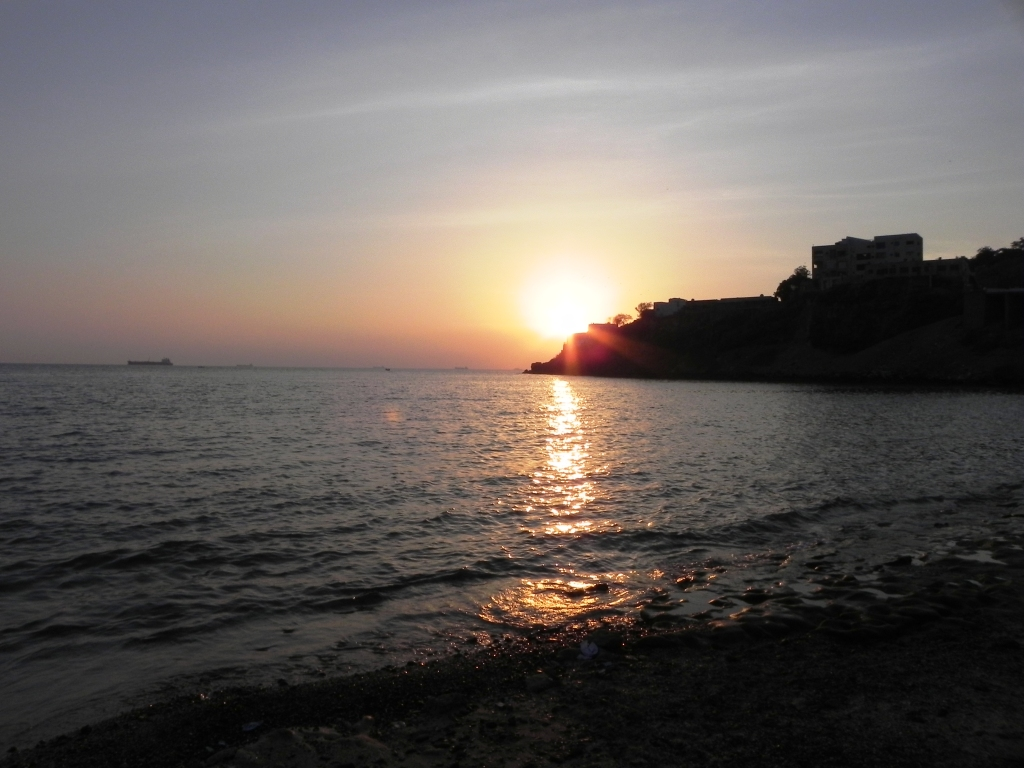
الساحل الذهبي.

يرتبط إنشاء ميناء عدن التواهي بالإنجليز الذين هجروا الميناء القديم في صيرة وشيدوا ميناء التواهي حيث توجد الإمكانية من توسعة الميناء وعوامل أخرى لقيام ميناء حديث يفي بمتطلباتهم، ويكون همزة وصل بين أوروبا - بريطانيا بشكل خاص ومستعمرات في قارة آسيا، وقد ترافق بناء الميناء مع إعلان عَدَن كمنطقة حرة في عام 1850م، والميناء حوض مائي واسع يتمتع بحماية طبيعية من الرياح التي تهب على المنطقة، وزود بأحدث الآلات والتجهيزات الحديثة التي جعلت منه واحداً من أفضل المؤاني في المنطقة العربية والأرصفة الواسعة، وهو يزاول مهام استقبال الحاويات والقيام بمهام الترانزيت وأعمال الشحن والتفريغ والملاحة والتموين بالوقود وخدمات الإرشاد والإنارة وصيانة وإصلاح السفن.

## خرطوم الفيل
خرطوم الفيل عبارة عن رأس أو نتوء نتج بفعل عوامل حركة المد والجزر لمياه البحر وبفعل عامل التعرية الطبيعية عبر أزمنة عديدة اتخذ شكل خرطوم الفيل فسمي به، وهو عبارة عن صخور متداخلة، ويصفه كتاب التطور الجيولوجي لبراكين مدينة عَدَن وعدن الصغرى : بأنه عبارة عن قوس طبيعي يقع في خليج الساحل الذهبي (جولد مور) تكون من جراء تآكل صخور الأسكوريا (scoria).